# Montreux Volley Masters
Il Montreux Volley Masters di pallavolo femminile è una competizione pallavolistica femminile semi-ufficiale che si svolge annualmente nella cittadina svizzera di Montreux, alla quale partecipano le squadre più quotate del panorama mondiale.

## Storia
Il torneo si è giocato per la volta nel 1984 con il nome di Coupe des Nations ed è stato riconosciuto dal FIVB nel 1988: nel 1990 è stato denominato BCV Volley Cup, mentre dal 1998 ha assunto la denominazione attuale. Il Montreux Volley Masters si svolge solitamente poco prima dell'estate, nel mese di giugno, ed è considerato come una sorta di preparazione per le squadre in vista delle future competizioni internazionali della stagione alle quali devono partecipare.

## Edizioni
| Edizione                                                        | Edizione      | Podio            | Podio         | Podio           |               |
| Anno                                                            | Organizzatore | Campione         | Seconda       | Terza           |               |
| --------------------------------------------------------------- | ------------- | ---------------- | ------------- | --------------- | ------------- |
| Dal 1984 al 1989 la competizione è denominata Coupe des Nations |               |                  |               |                 |               |
| 1984 Dettagli                                                   | Montreux      | Paesi Bassi      | Svizzera      | Francia         |               |
| 1985 Dettagli                                                   | Montreux      | Cecoslovacchia   | Italia        | Svizzera        |               |
| 1986 Dettagli                                                   | Montreux      | Francia          | Polonia       | Svizzera        |               |
| 1987 Dettagli                                                   | Montreux      | Svizzera         | Jugoslavia    | Grecia          |               |
| 1988 Dettagli                                                   | Montreux      | Cuba             | Cina          | Jugoslavia      |               |
| 1989 Dettagli                                                   | Montreux      | Cuba             | Cina          | Giappone        |               |
| Dal 1990 al 1996 la competizione è denominata BCV Volley Cup    |               |                  |               |                 |               |
| 1990 Dettagli                                                   | Montreux      | Cina             | Cuba          | Corea del Sud   |               |
| 1991 Dettagli                                                   | Montreux      | Unione Sovietica | Stati Uniti   | Cuba            |               |
| 1992 Dettagli                                                   | Montreux      | Cuba             | Cina          | Corea del Sud   |               |
| 1993 Dettagli                                                   | Montreux      | Cuba             | Brasile       | Corea del Sud   |               |
| 1994 Dettagli                                                   | Montreux      | Brasile          | Cina          | Russia          |               |
| 1995 Dettagli                                                   | Montreux      | Brasile          | Cuba          | Stati Uniti     |               |
| 1996 Dettagli                                                   | Montreux      | Cuba             | Brasile       | Stati Uniti     |               |
| 1997                                                            | Non disputata | Non disputata    | Non disputata | Non disputata   | Non disputata |
| Dal 1998 la competizione è denominata Montreux Volley Masters   |               |                  |               |                 |               |
| 1998 Dettagli                                                   | Montreux      | Cuba             | Cina          | Russia          |               |
| 1999 Dettagli                                                   | Montreux      | Cuba             | Cina          | Italia          |               |
| 2000 Dettagli                                                   | Montreux      | Cina             | Russia        | Croazia         |               |
| 2001 Dettagli                                                   | Montreux      | Cuba             | Russia        | Giappone        |               |
| 2002 Dettagli                                                   | Montreux      | Russia           | Italia        | Cina            |               |
| 2003 Dettagli                                                   | Montreux      | Cina             | Russia        | Brasile         |               |
| 2004 Dettagli                                                   | Montreux      | Italia           | Stati Uniti   | Cina            |               |
| 2005 Dettagli                                                   | Montreux      | Brasile          | Cina          | Italia          |               |
| 2006 Dettagli                                                   | Montreux      | Brasile          | Cina          | Cuba            |               |
| 2007 Dettagli                                                   | Montreux      | Cina             | Cuba          | Paesi Bassi     |               |
| 2008 Dettagli                                                   | Montreux      | Cuba             | Cina          | Italia          |               |
| 2009 Dettagli                                                   | Montreux      | Brasile          | Italia        | Cina            |               |
| 2010 Dettagli                                                   | Montreux      | Cina             | Stati Uniti   | Cuba            |               |
| 2011 Dettagli                                                   | Montreux      | Giappone         | Cuba          | Cina            |               |
| 2012                                                            | Non disputata | Non disputata    | Non disputata | Non disputata   | Non disputata |
| 2013 Dettagli                                                   | Montreux      | Brasile          | Russia        | Rep. Dominicana |               |
| 2014 Dettagli                                                   | Montreux      | Germania         | Stati Uniti   | Russia          |               |
| 2015 Dettagli                                                   | Montreux      | Turchia          | Giappone      | Paesi Bassi     |               |
| 2016 Dettagli                                                   | Montreux      | Cina             | Thailandia    | Turchia         |               |
| 2017 Dettagli                                                   | Montreux      | Brasile          | Germania      | Cina            |               |
| 2018 Dettagli                                                   | Montreux      | Italia           | Russia        | Turchia         |               |
| 2019 Dettagli                                                   | Montreux      | Polonia          | Giappone      | Italia          |               |
| 2020                                                            | Non disputata | Non disputata    | Non disputata | Non disputata   | Non disputata |

## Medagliere
| Pos. | Squadra          | 1º posto | 2º posto | 3º posto | Totale |
| ---- | ---------------- | -------- | -------- | -------- | ------ |
| 1    | Cuba             | 9        | 4        | 3        | 16     |
| 2    | Brasile          | 7        | 2        | 1        | 9      |
| 3    | Cina             | 6        | 9        | 5        | 20     |
| 4    | Italia           | 2        | 3        | 4        | 9      |
| 5    | Russia           | 1        | 5        | 3        | 8      |
| 6    | Giappone         | 1        | 2        | 2        | 5      |
| 7    | Svizzera         | 1        | 1        | 2        | 4      |
| 8    | Germania         | 1        | 1        | -        | 2      |
| 8    | Polonia          | 1        | 1        | -        | 1      |
| 10   | Turchia          | 1        | -        | 2        | 3      |
| 11   | Cecoslovacchia   | 1        | -        | -        | 1      |
| 11   | Unione Sovietica | 1        | -        | -        | 1      |
| 13   | Paesi Bassi      | 1        | -        | 2        | 3      |
| 14   | Francia          | 1        | -        | 1        | 2      |
| 15   | Stati Uniti      | -        | 4        | 2        | 6      |
| 16   | Thailandia       | -        | 1        | -        | 1      |
| 17   | Jugoslavia       | -        | 1        | 1        | 2      |
| 18   | Corea del Sud    | -        | -        | 3        | 3      |
| 19   | Croazia          | -        | -        | 1        | 1      |
| 19   | Grecia           | -        | -        | 1        | 1      |
| 19   | Rep. Dominicana  | -        | -        | 1        | 1      |
| 19   | Serbia           | -        | -        | 1        | 1      |